# Mäeküla (Hiiumaa)
Mäeküla is een plaats in de Estlandse gemeente Hiiumaa, provincie Hiiumaa. De plaats heeft de status van dorp (Estisch: küla).
Tot in oktober 2017 behoorde Mäeküla tot de gemeente Käina. In die maand werd Käina bij de fusiegemeente Hiiumaa gevoegd.

## Bevolking
Het dorp had 9 inwoners op 31 december 2011 en 7 inwoners op 31 december 2021.

## Ligging
Mäeküla ligt direct ten noorden van de plaats Käina. De Tugimaantee 83, de secundaire weg van Suuremõisa naar Emmaste, vormt de grens tussen de beide plaatsen. De Tugimaantee 81, de secundaire weg van Käina naar Kärdla, loopt langs de oostgrens van het dorp.

## Geschiedenis
Mäeküla werd pas rond 1900 voor het eerst genoemd onder de naam Mäe, een dorp op het landgoed van Putkas (Putkaste). Tussen 1977 en 1997 maakte Mäeküla deel uit van Käina.